# Horacio Pagani

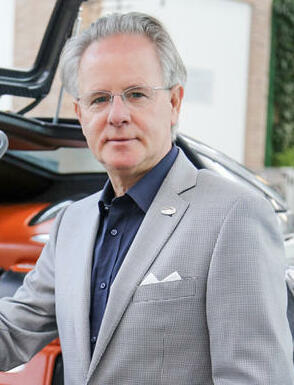
Horacio Pagani (2022)

Horacio Pagani (Casilda, Argentína, 1955. november 10. –) az olasz Pagani Automobili szuperautógyár argentin alapítója.

## Élete
Horacio Pagani egy pék fia, akinek olasz ősei vannak. Gyermekkorában balsafából készítette első autómodelljeit, amelyek egy része ma is látható a Pagani Automobili bemutatótermében. 1983-ban Olaszországba emigrált, hogy megépítse saját szuperautóját.
Ősei hazájában a Lamborghini főmérnöke lett, és másokkal együttműködve létrehozta az a Lamborghini Countach Evoluzione koncepciót. E munka során hiába próbálta rávenni a Lamborghinit, hogy fektessenek be saját autoklájávba, hogy fellendítsék a szénszálas kompozitanyagok gyártását és felhasználását a vállalatnál. Ezért Pagani 1987-ben saját szakállára vásárolt egy autoklávot, és 1991-ben megvált a Lamborghinitől, hogy létrehozza saját Modena Design cégét a szénkompozitok gyártására. A Modena Designnak máig vannak olyan jól ismert ügyfelei az autósportban, mint a Ferrari, a Daimler vagy az Aprilia.
Megalapította a Pagani Automobili S.p.A. részvénytársaságot szuperautók gyártására. Az első elkészült modell a Zonda volt, amelynek fejlesztése hét évig tartott. Különféle speciális modellek készültek annak alapján. A Zonda utódja 2011-ben a Huayra volt, amely az inka szélistenről, Huayra Tatáról kapta a nevét.
Pagani olyan autókat gyűjt, mint a Porsche Carrera GT, 918 Spyder és Cayman GT4, meg a Ford GT. Nős, két fia van. Angolul nem beszél.

## Fordítás
- Ez a szócikk részben vagy egészben  a   Horacio Pagani című német Wikipédia-szócikk ezen változatának fordításán alapul.  Az eredeti cikk szerkesztőit annak laptörténete sorolja fel. Ez a jelzés csupán a megfogalmazás eredetét és a szerzői jogokat jelzi, nem szolgál a cikkben szereplő információk forrásmegjelöléseként.